# فيبيكي يونسن
فيبيكي يونسن (بالنرويجية البوكمول: Vibeke Johnsen)‏ (16 أكتوبر 1968 في النرويج - ) هي لاعبة كرة يد النرويج. شاركت في الألعاب الأولمبية الصيفية 1988.

## وصلات خارجية
- فيبيكي يونسن على موقع الاتحاد النرويجي لكرة اليد (النرويجية)
- فيبيكي يونسن على موقع أوليمبيديا (الإنجليزية)